# Las cinco semillas de naranja
Las cinco semillas de naranja es uno de los 56 relatos cortos sobre Sherlock Holmes escrito por Arthur Conan Doyle. Fue publicado originalmente en The Strand Magazine y posteriormente recogido en la colección Las aventuras de Sherlock Holmes.

## Argumento
The Five Orange Pips pertenece a las historias solo aclaradas en parte por Sherlock Holmes, ya que, al menos en apariencia, los culpables sucumben, sin poder, por tanto, confirmar la teoría del detective. Watson sitúa este relato en 1887, aunque lo narra años después, con Holmes desaparecido y aparentemente muerto, cuando relee sus notas del período 1882 a 1890. La historia encuentra a Holmes y Watson instalados ante la chimenea del 221-B de Baker Street, en una desagradable tarde de lluvia, del recién estrenado otoño londinense.
Conan Doyle, para poder contar con la presencia de Watson en este caso, se ve obligado a enviar a su esposa a visitar a una tía suya.
Un día de fuerte viento, Holmes estaba sentado en su sillón cuándo tocan el timbre. Un joven llamado John Openshaw entra pidiendo consejo y ayuda sobre un caso que implicaba a su familia. Su padre, llamado Joseph, había patentado unos neumáticos irrompibles que lo hicieron rico, y aún más al vender la empresa y retirarse. Su tío, llamado Elías, en cambio, emigró a Estados Unidos, dónde consiguió el cargo de coronel en el ejército, y compró una plantación en Florida. En 1869, Elías volvió a Inglaterra, donde adquirió una finca. Era un hombre violento, irascible y con repugnancia hacia la etnia negra; fumaba mucho y tomaba brandy en abundancia. En 1878, Joseph le pidió a Elías que su padre se quedara en su casa y este aceptó amablemente. El 10 de marzo del 1883, llegó por correo una carta enviada desde Pondicherry, India. Cuándo el tío la abrió, salieron 5 semillas de naranja y un papel que decía ‘’K.K.K’’. Elías se desmayó y nunca más estuvo volvió a ser el mismo. Más tarde, el tío le dice a John que dejaba la finca a nombre de su padre Joseph Openshaw. Esto conmocionó a John, que se quedó pensando. El 2 de mayo de 1883, salió de la finca y nunca regresó. Lo encontraron boca abajo en un estanque. El veredicto quedó en suicidio y se cerró el caso. Cuándo Joseph tomó posesión de la finca, inspeccionó un desván al que nunca habían dejado entrar a John. Encontraron una caja que decía también "K.K.K.". En 1884, Joseph se muda a la finca situada en Horsham; y en enero de 1885, recibe la misma carta que su hermano, pero enviada desde Dundee, Escocia. Tres días después, Joseph fue a visitar a un amigo; y apareció muerto en un pozo.
Tras dos años y ocho meses, le llegó la misma carta a John, pero mandada desde Londres y no hizo nada. Holmes le dice que actúe rápidamente y que no pierda tiempo. Openshaw le da un papel que encontró en la habitación de su tío que databa de marzo de 1869, año en el que Elías retornó a Inglaterra; que contenía nombres y algo sobre poner semillas y liquidaciones de hombres. Holmes le da las gracias y le dice que ponga esa hoja en el reloj solar adyacente a la finca, así se salvaría. Openshaw se va y Holmes habla con Watson sobre algunas teorías del caso. Holmes busca la letra ‘’K’’ en la Enciclopedia Americana y le pregunta a Watson que tienen que ver Pondicherry, Dundee y Londres Este. Watson le responde que todos son puertos. Holmes dice que gracias a ese dato sabe que el que envía las cartas viaja en un buque mercante y que por eso tarda tanto es cometer los crímenes. Eso quería decir, según Holmes, que "K.K.K." era una sociedad llamada Ku Klux Klan. Según la Enciclopedia, mandan semillas de naranja, que significaba tener que dejar el país o si no tendrían una muerte infalible para los que los opongan en especial a cometer actos violentos a personas estadounidenses de raza negra. Al otro día, Watson se fija en el diario matutino y le dice a Holmes que ya era demasiado tarde, el joven Openshaw había muerto por un ‘’infeliz accidente’’. Sherlock sale del departamento y no vuelve hasta tarde. Cuándo vuelve, Holmes agarró una naranja, sacó 5 semillas y las puso en un sobre que mandó a James Calhoun, residente en Georgia, Savannah. Holmes le dice a Watson que buscó registros en diarios marítimos y encontró uno, el barco Estrella Solitaria, que estuvo en los tres lugares de las cartas mencionadas. Sin embargo, el Estrella Solitaria se vio afectado por los vientos del equinoccio y más tarde se supo que solo había quedado de él un codaste.